# Grand Prix de Macao de Formule 3 2001
Le Grand Prix de Macao de Formule 3 2001 est la 48e édition de l'épreuve macanaise réservée aux monoplaces de Formule 3. Elle s'est déroulée les 16 et 17 novembre 2001 sur le tracé urbain de Guia.

## Engagés
| Écurie                | Voiture                | no | Pilotes                 |
| --------------------- | ---------------------- | -- | ----------------------- |
| Opel Team BSR         | Dallara Opel-Spiess    | 1  | Toshihiro Kaneishi (en) |
| Opel Team BSR         | Dallara Opel-Spiess    | 2  | Enrico Toccacelo        |
| Mugen x Dome Project  | Dallara Honda-Mugen NB | 3  | Benoît Tréluyer         |
| Carlin Motorsport     | Dallara Honda-Mugen NB | 5  | Anthony Davidson        |
| Carlin Motorsport     | Dallara Honda-Mugen NB | 6  | Takuma Satō             |
| Carlin Motorsport     | Dallara Honda-Mugen NB | 7  | Peter Hackett           |
| Saulnier Racing       | Dallara Renault-Sodemo | 8  | Ryo Fukuda              |
| Saulnier Racing       | Dallara Renault-Sodemo | 9  | Marchy Lee (en)         |
| Team Kolles Racing    | Dallara Honda-Mugen NB | 10 | Pierre Kaffer           |
| Team Kolles Racing    | Dallara Honda-Mugen NB | 33 | Raffaele Giammaria (en) |
| Tom's                 | Dallara Toyota-Tom's   | 11 | Sakon Yamamoto          |
| Tom's                 | Dallara Toyota-Tom's   | 12 | Paolo Montin            |
| Manor Motorsport      | Dallara Honda-Mugen NB | 15 | Derek Hayes             |
| Manor Motorsport      | Dallara Honda-Mugen NB | 16 | Mark Taylor             |
| ASM-Elf               | Dallara Renault-Sodemo | 17 | Tristan Gommendy        |
| ASM-Elf               | Dallara Renault-Sodemo | 18 | Tiago Monteiro          |
| Swiss Racing Team     | Dallara Opel-Spiess    | 19 | João Paulo de Oliveira  |
| Swiss Racing Team     | Dallara Opel-Spiess    | 20 | Haruki Kurosawa         |
| Three Bond Racing     | Dallara Nissan-Tomei   | 21 | Peter Sundberg          |
| Fortec Motorsport     | Dallara Renault-Sodemo | 22 | Kit Meng Lei            |
| Fortec Motorsport     | Dallara Renault-Sodemo | 23 | Heikki Kovalainen       |
| Signature Competition | Dallara Renault-Sodemo | 25 | Jonathan Cochet         |
| Signature Competition | Dallara Renault-Sodemo | 26 | Yuji Ide                |
| Prema Powerteam       | Dallara Opel-Spiess    | 27 | Bjorn Wirdheim          |
| Prema Powerteam       | Dallara Opel-Spiess    | 28 | Kosuke Matsuura         |
| Jo Merszei            | Dallara Opel-Spiess    | 29 | Jo Merszei              |
| Promatecme            | Dallara Honda-Mugen NB | 30 | Andy Priaulx            |
| Promatecme            | Dallara Honda-Mugen NB | 31 | Bruce Jouanny           |
| Michael Ho            | Dallara Opel-Spiess    | 32 | Michael Ho              |
| Target Racing         | Dallara Opel-Spiess    | 36 | Matteo Bobbi            |

## Qualification
La grille de départ de la première course a été remportée par le Suédois Bjorn Wirdheim avec un temps de 2 min 11 s 983.
| 1re ligne : | 1re ligne : | 1.Bjorn Wirdheim ( Suède) 2 min 11 s 983            | 2.Takuma Satō ( Japon) 2 min 12 s 062              |
| 2e ligne :  | 2e ligne :  | 3.Jonathan Cochet ( France) 2 min 12 s 212          | 4.Paolo Montin ( Italie) 2 min 12 s 432            |
| 3e ligne :  | 3e ligne :  | 5.Benoît Tréluyer ( France) 2 min 12 s 487          | 6.Andy Priaulx ( Royaume-Uni) 2 min 12 s 581       |
| 4e ligne :  | 4e ligne :  | 7.Kosuke Matsuura ( Japon) 2 min 12 s 718           | 8.Tiago Monteiro ( Portugal) 2 min 12 s 902        |
| 5e ligne :  | 5e ligne :  | 9.Ryo Fukuda ( Japon) 2 min 12 s 948                | 10.Pierre Kaffer ( Allemagne) 2 min 13 s 108       |
| 6e ligne :  | 6e ligne :  | 11.Toshihiro Kaneishi (en) ( Japon) 2 min 13 s 686  | 12.Yuji Ide ( Japon) 2 min 13 s 715                |
| 7e ligne :  | 7e ligne :  | 13.Enrico Toccacelo ( Italie) 2 min 13 s 975        | 14.Derek Hayes ( Royaume-Uni) 2 min 13 s 989       |
| 8e ligne :  | 8e ligne :  | 15.Bruce Jouanny ( France) 2 min 14 s 484           | 16.João Paulo de Oliveira ( Brésil) 2 min 14 s 529 |
| 9e ligne :  | 9e ligne :  | 17.Peter Sundberg ( Suède) 2 min 14 s 994           | 18.Mark Taylor ( Royaume-Uni) 2 min 15 s 439       |
| 10e ligne : | 10e ligne : | 19.Tristan Gommendy ( France) 2 min 15 s 485        | 20.Haruki Kurosawa ( Japon) 2 min 16 s 041         |
| 11e ligne : | 11e ligne : | 21.Marchy Lee (en) ( Chine) 2 min 16 s 094          | 22.Heikki Kovalainen ( Finlande) 2 min 16 s 139    |
| 12e ligne : | 12e ligne : | 23.Raffaele Giammaria (en) ( Italie) 2 min 16 s 773 | 24.Sakon Yamamoto ( Japon) 2 min 17 s 188          |
| 13e ligne : | 13e ligne : | 25.Matteo Bobbi ( Italie) 2 min 17 s 393            | 26.Michael Ho ( Macao) 2 min 17 s 612              |
| 14e ligne : | 14e ligne : | 27.Peter Hackett ( Royaume-Uni) 2 min 17 s 726      | 28.Kit Meng Lei ( Macao) 2 min 19 s 504            |
| 15e ligne : | 15e ligne : | 29.Jo Merszei ( Macao) 2 min 24 s 583               |                                                    |

La grille de départ de la deuxième course est complétée en fonction du classement de la première course, où les pilotes couvrent 15 tours. Le vainqueur, Takuma Satō, part donc en pole position. À noter, lors de cette course, la non-participation de João Paulo de Oliveira, Pierre Kaffer, Marchy Lee, Toshihiro Kaneishi, Derek Hayes, Peter Sundberg, Anthony Davidson, Raffaele Giammaria et Sakon Yamamoto. Les 5 premiers cités, en revanche, ont participé à la deuxième course.
| 1re ligne : | 1re ligne : | 1.Takuma Satō ( Japon)              | 2.Bjorn Wirdheim ( Suède)       |
| 2e ligne :  | 2e ligne :  | 3.Paolo Montin ( Italie)            | 4.Benoît Tréluyer ( France)     |
| 3e ligne :  | 3e ligne :  | 5.Kosuke Matsuura ( Japon)          | 6.Matteo Bobbi ( Italie)        |
| 4e ligne :  | 4e ligne :  | 7.Yuji Ide ( Japon)                 | 8.Heikki Kovalainen ( Finlande) |
| 5e ligne :  | 5e ligne :  | 9.Michael Ho ( Macao)               | 10.Peter Hackett ( Royaume-Uni) |
| 6e ligne :  | 6e ligne :  | 11.Kit Meng Lei ( Macao)            | 12.Jo Merszei ( Macao)          |
| 7e ligne :  | 7e ligne :  | 13.Tiago Monteiro ( Portugal)       | 14.Tristan Gommendy ( France)   |
| 8e ligne :  | 8e ligne :  | 15.Haruki Kurosawa ( Japon)         | 16.Andy Priaulx ( Royaume-Uni)  |
| 9e ligne :  | 9e ligne :  | 17.Mark Taylor ( Royaume-Uni)       | 18.Bruce Jouanny ( France)      |
| 10e ligne : | 10e ligne : | 19.Enrico Toccacelo ( Italie)       | 20.Pierre Kaffer ( Allemagne)   |
| 11e ligne : | 11e ligne : | 21.Toshihiro Kaneishi (en) ( Japon) | 22.Derek Hayes ( Royaume-Uni)   |
| 12e ligne : | 12e ligne : | 23.João Paulo de Oliveira ( Brésil) | 24.Marchy Lee (en) ( Chine)     |

## Classement
| Pos. | no | Pilote                  | Voiture                | Tours | Gain de place |
| ---- | -- | ----------------------- | ---------------------- | ----- | ------------- |
| 1    | 6  | Takuma Satō             | Dallara Honda-Mugen    | 30    | +1            |
| 2    | 3  | Benoît Tréluyer         | Dallara Honda-Mugen    | 30    | +3            |
| 3    | 27 | Bjorn Wirdheim          | Dallara Opel-Spiess    | 30    | -2            |
| 4    | 28 | Kosuke Matsuura         | Dallara Opel-Spiess    | 30    | +3            |
| 5    | 26 | Yuji Ide                | Dallara Renault-Sodemo | 30    | +7            |
| 6    | 36 | Matteo Bobbi            | Dallara Opel-Spiess    | 30    | +19           |
| 7    | 7  | Peter Hackett           | Dallara Honda-Mugen    | 30    | +20           |
| 8    | 23 | Heikki Kovalainen       | Dallara Renault-Sodemo | 30    | +14           |
| 9    | 32 | Michael Ho              | Dallara Opel-Spiess    | 30    | +17           |
| 10   | 22 | Kit Meng Lei            | Dallara Renault-Sodemo | 29    | +18           |
| 11   | 12 | Paolo Montin            | Dallara Toyota-Tom's   | 29    | -7            |
| 12   | 29 | Jo Merszei              | Dallara Opel-Spiess    | 29    | +17           |
| 13   | 18 | Tiago Monteiro          | Dallara Renault-Sodemo | 28    | -5            |
| 14   | 17 | Tristan Gommendy        | Dallara Renault-Sodemo | 28    | +5            |
| 15   | 20 | Haruki Kurosawa         | Dallara Opel-Spiess    | 27    | +5            |
| Abd. | 30 | Andy Priaulx            | Dallara Honda-Mugen    | 26    | -10           |
| Abd. | 31 | Bruce Jouanny           | Dallara Honda-Mugen    | 21    | -2            |
| Abd. | 10 | Pierre Kaffer           | Dallara Honda-Mugen    | 15    | -8            |
| Abd. | 15 | Derek Hayes             | Dallara Honda-Mugen    | 15    | -5            |
| Abd. | 19 | João Paulo de Oliveira  | Dallara Opel-Spiess    | 15    | -4            |
| Abd. | 9  | Marchy Lee (en)         | Dallara Renault-Sodemo | 15    | 0             |
| Abd. | 1  | Toshihiro Kaneishi (en) | Dallara Opel-Spiess    | 11    | -11           |
| Abd. | 16 | Mark Taylor             | Dallara Honda-Mugen    | 7     | -5            |
| Abd. | 8  | Ryo Fukuda              | Dallara Renault-Sodemo | 3     | -15           |
| Abd. | 25 | Jonathan Cochet         | Dallara Renault-Sodemo | 3     | -22           |
| Abd. | 2  | Enrico Toccacelo        | Dallara Opel-Spiess    | 3     | -13           |
| Np.  | 21 | Peter Sundberg          | Dallara Nissan-Tomei   |       |               |
| Np.  | 11 | Sakon Yamamoto          | Dallara Toyota-Tom's   |       |               |
| Np.  | 33 | Raffaele Giammaria (en) | Dallara Honda-Mugen    |       |               |
| Np.  | 5  | Anthony Davidson        | Dallara Honda-Mugen    |       |               |

Légende :
- Ab. = Abandon
- NC = Non classé
- Meilleur tour : Derek Hayes en 2 min 12 s 921 au 11e tour.
- La course s'est déroulée en deux parties distinctes de 15 tours chacune.